# Pinochia monteverdensis
Pinochia monteverdensis är en oleanderväxtart som först beskrevs av J.F.Morales, och fick sitt nu gällande namn av M.E.Endress och B.F.Hansen. Pinochia monteverdensis ingår i släktet Pinochia och familjen oleanderväxter. Inga underarter finns listade i Catalogue of Life.